# Alexandr Sergejevič Dargomyžskij
Alexandr Sergejevič Dargomyžskij (14. února 1813, Trojickoje, Tulská gubernie – 17. ledna 1869, Petrohrad) byl ruský hudební skladatel.

## Život
Otec skladatele byl nemanželským synem bohatého statkáře Alexeje Petroviče Ladyženského. Záhy po svém narozením byl vzat na výchovu a posléze adoptován plukovníkem Nikolajem Ivanovičem Boučarovem (1749–1794), který ho přivezl na statek Dargomyžka v Běljovském újezdě Tulské gubernie a podle tohoto statku přijal i své nové jméno.
V roce 1817 rodina přesídlila do Petrohradu, kde otec Alexandra získal místo v komerční bance. V Petrohradě začalo také Alexandrovo hudební vzdělávání. Jeho první učitelkou klavíru byla Luisa Volgebornová. V osmi letech napsal své první skladby. V té době byl jeho učitelem klavíru jistý Adrian Danilevskij, který jej od skladby zrazoval a dokonce některé z nich zničil. Posléze se stal jeho učitelem Franz Schoberlechner, který byl žákem známého skladatele Johanna Nepomuka Hummela. Jako klavírista začal veřejně vystupovat. Kromě klavíru studoval okolo roku 1822 také hru na housle u houslisty petrohradského orchestru a i v té dosáhl brzy takové dokonalosti, že vystupoval s komorními soubory. Dalším oborem jeho zájmu se stalo vokální umění a tak se učil zpěvu a hudební teorii u Benedikta Zeibiga, herce a zpěváka německé divadelní společnosti působící v Petrohradě. Věnoval se i kompozici a některé skladby z této doby byly vydány tiskem.
Na podzim roku 1827 se po vzoru svého otce stal státním úředníkem a profesionálně se hudbou nezabýval. V roce 1835 se seznámil s Michailem Ivanovičem Glinkou. Bez ohledu na věkový rozdíl vzniklo mezi nimi důvěrné přátelství a Glinka přesvědčil Dargomyžského, aby se hlouběji zabýval hudební teorii. Glinka v té době pracoval na své opeře „Život za cara“ a Dargomyžskij se rozhodl také pro kompozici velké vokální skladby. Ke zhudebnění si vybral nejprve drama Viktora Huga Lukrécia Borgia, ale práce postupovala pomalu a skladatel nebyl s výsledkem spokojen. Zvolil proto jiné libreto napsané rovněž podle Viktora Huga, a to jeho Chrám Matky Boží v Paříži. Francouzské libreto napsal kdysi sám spisovatel pro francouzskou skladatelku Louise Bertinovou (1805–1877) pod názvem Esmeralda. Operu dokončil v roce 1841 ale ta dalších osm let čekala na svou premiéru. U petrohradského publika, zvyklého na italskou operu, opera komponovaná v duchu francouzských skladatelů neměla velký úspěch a ani v pozdějších letech nebyla již uváděna. Daleko větší úspěchy sklízel jako učitel zpěvu a skladatel populárních romancí.

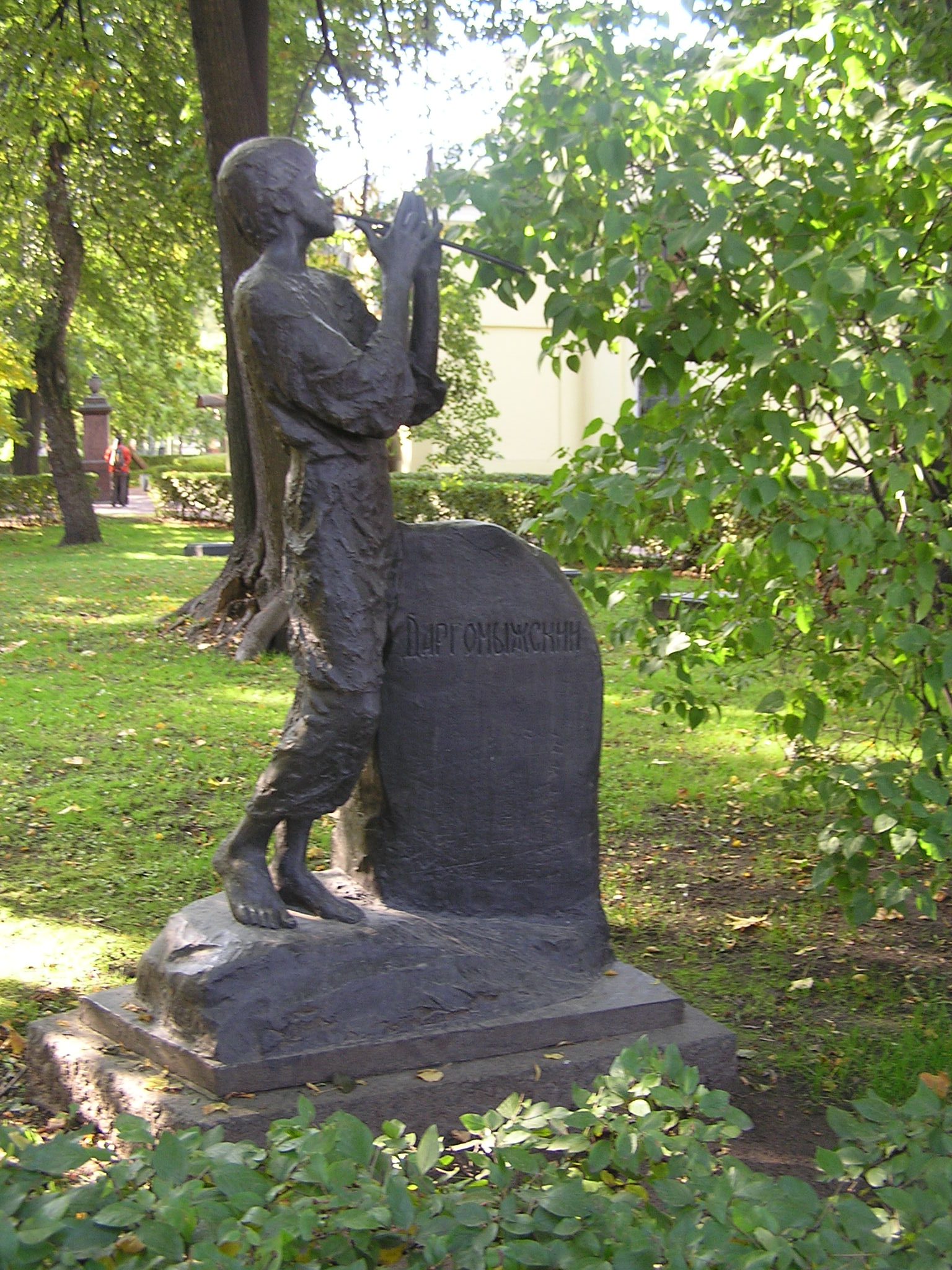
Hrob skladatele na Tichvinském hřbitově

V roce 1843 odjel Dargomyžskij na studijní cestu do Evropy. Navštívil hlavní evropská hudební centra a seznámil se s vedoucími osobnostmi tehdejší hudební Evropy: hudebním vědcem Fétisem, skladateli Danielem Auberem, Gaetano Donizettim, Halévym a Meyerbeerem. Zprávy tisku o těchto setkáních a úspěch jeho skladeb v Evropě změnily i přístup ruské hudební veřejnosti ke skladateli.
Po návratu z cest zkomponoval velkou kantátu se sólisty a sbory na text Puškinovy poemy Bakchův triumf. Byla uvedena v roce 1846 v Petrohradě a rok později i v Moskvě. Později tuto kantátu přepracoval do formy opery, ale v této podobě se již nesetkala s větším úspěchem.
Začal se také hlouběji zabývat ruským folklórem. Tento zájem se projevil jednak v jeho písňové tvorbě, ale zejména v opeře Rusalka, kterou začal komponovat v roce 1848. Operu Rusalka komponoval na vlastní libreto podle nedokončené tragédie ve verších A. S. Puškina. Premiéra se uskutečnila 16. května 1856 v Petrohradě a měla mimořádný úspěch. Záhy byla zařazena na repertoár většiny ruských operních scén a svému skladateli získala vynikající pověst.
V roce 1859 byla založena Ruská hudební společnost a Dargomyžskij se stal členem jejího vedení. Zde se seznámil se skupinou mladých skladatelů okolo Balakireva, která se později stala legendární „Mocnou hrstkou“ (Могучей кучкой).
Na začátku šedesátých let rozpracoval dvě opery: Poltavu (podle Puškina) a zpracování ruské legendy o Rogdaně. Žádná z nich však nepřekročila stádium drobných skic a fragmentů. Nakonec pro svou další operu zvolil opět Puškinovu tragédii Kamenný host. Zvolil zcela netradiční kompoziční metodu. Opera není rozdělena na obvyklá hudební čísla, árie, ansámbly a sbory, ale odehrává se v jediném proudu hudby. Práce však nepokračovala podle jeho představ a tak se opět rozjel načerpat síly a novou inspiraci do Evropy. Navštívil Varšavu, Lipsko, Paříž, Londýn a Brusel a všude se mu dostalo příznivého přijetí. Po návratu do Ruska se vrátil k opeře Kamenný host, ale nepodařilo se mu ji dokončit. Zemřel v Petrohradu 17. ledna 1869 a je pochován v Nekropoli mistrů umění Tichvinského hřbitova v blízkosti hrobu Glinky.
Jeho poslední operu dokončil César Antonovič Kjui a instrumentoval Nikolaj Andrejevič Rimskij-Korsakov.

## Dílo

### Opery

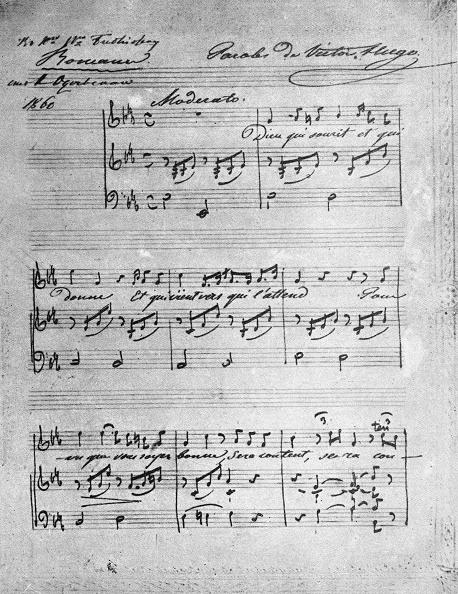
Rukopis skladatele

- Esmeralda. Opera o čtyřech dějstvích podle románu Viktora Huga Chrám Matky Boží v Paříži. Komponována v letech 1838–1841. Premiéra Velké divadlo v Moskvě 17. prosince 1847.
- Bakchův triumf (Торжество Вакха). Opera-balet podle stejnojmenné básně Puškina. Premiéra Velké divadlo v Moskvě, 23. ledna 1867.
- Rusalka. Opera o čtyřech dějstvích na vlastní libreto podle Puškina. Premiéra Petrohrad 16. května 1856.
- Mazeppa. Skici (1860)
- Rogdana. Fragmenty (1860–1867)
- Kamenný host. Opera o třech dějstvích na text Puškina. Dokončena C. A. Kjuiem a Rimským-Korsakovem. Premiéra Petrohrad 28. února 1872.

### Orchestrální skladby
- Bolero
- Baba Jaga (1870)
- Kozáček. Fantazie (1864)
- Čuchonská fantazie (1869)

### Vokální skladby
- Písně a romance pro dva hlasy a klavír
- Písně a romance pro jeden hlas a klavír na verše ruských a zahraničních básníků.

### Klavírní skladby
- 5 skladeb (1820)
- Třpytivý valčík (1830)
- Variace na ruské téma
- Esmeraldiny sny. Fantazie (1838)
- Dvě mazurky
- Polka (1844)
- Scherzo (1844)
- Kuřecí valčík (1845)
- Vznětlivost a chladnokrevnost. Scherzo (1847)
- Píseň beze slov (1851)
- Fantazie na téma z Glinkovy opery Život za cara (1855)
- Slovanská tarantela (na čtyři ruce, 1865)